# Thrombin
Thrombin (Faktor IIa) er det vigtigste enzym i blodkoaguleringen. Enzymet er en serinprotease (EC 3.4.21.5), der kløver fibrinogen til fibrin og fibrinopeptiderne, ligesom den også katalyserer mange andre koaguleringsrelaterede reaktioner. I blodplasma findes proteinet som forstadiet prothrombin, som produceres i leveren.

## Kødklister
I begyndelsen af 2010 havde det fået en del opmærksomhed, idet det var under godkendelse i EU som et middel, der kan sammenføje kødrester, afpudsningsrester og afskæringer til bøffer og lignende. Her udnyttes enzymets naturlige funktion, hvor kødstumperne foruden thrombin tilsættes bl.a. fibrinogen, således at kløvningen af fibrinogen til fibrin fører til dannelse af fibrinklumper.

Sammensætningen bruges allerede i lægelig sammenhæng som kirurgisk vævsklæber til blandt andet behandling af lever- og miltskader.
Andre former for kødlim (Meat Glue) er allerede i anvendelse. Dette gælder blandt andet transglutaminaser, der bruges i en række produkter.